# Boston Manor (band)
Boston Manor is een Britse rock-band die in maart 2013 werd opgericht in Blackpool.
Ze namen hun eerste ep, Here/Now, op met Never Mend Records bij Bandcamp. Voor hun tweede ep, Driftwood, gingen ze in 2014 naar Failure By Design Records. De band tekende bij Pure Noise Records in 2015 en gaven nog een EP uit, Saudade, samen met de albums Be Nothing (2016) en Welcome to the Neighbourhood (2018).
De band mengt emo met zwaardere invloeden die doen denken aan de grunge van de jaren negentig en posthardcore van begin jaren 2000. De band was genomineerd voor Best British Breakthrough bij de Kerrang! Awards in 2018 en het album Welcome to the Neighbourhood werd genomineerd voor Best Album Artwork bij de Heavy Music Awards in 2019.

## Discografie
Studioalbums
- Be Nothing. (2016)
- Welcome to the Neighbourhood (2018)
- Glue (2020)
- Sundiver (2024)

Ep's
- Here/Now (2013)
- Driftwood (2014)
- Boston Manor / Throwing Stuff (2014)
- Saudade (2015)
- England's Dreaming (Akoestisch) (2019)
- Datura (2022)